# Celama endotherma
Celama endotherma är en fjärilsart som beskrevs av George Francis Hampson 1918. Celama endotherma ingår i släktet Celama och familjen trågspinnare. Inga underarter finns listade i Catalogue of Life.